# ریکاردو سوزا سیلوا
ریکاردو سوزا سیلوا (به پرتغالی: Ricardo Souza Silva) هافبک اهل برزیل است که در شهر سائوپائولو و در تاریخ ۲۶ نوامبر ۱۹۷۵ به دنیا آمده‌است.
ریکاردو سوزا سیلوا در تیم‌های فوتبال Nacional-SP، باشگاه فوتبال ناگویا گرامپوس، Bellmare Hiratsuka، سائوپائولو، باشگاه فوتبال کاوازاکی فرونتال، کوریتیبا، Joinville، باشگاه فوتبال دیپورتیوو ناسیونال، Fortaleza، باشگاه ورزشی پورتیموننزه، Paulista، باشگاه ورزشی اینترناسیونال سابقهٔ حضور دارد.